# Codex Holmiensis

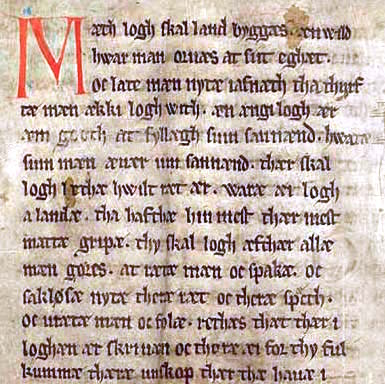
Het manuscript

De Codex Holmiensis C 37 is een manuscript dat een oude wetstekst van Denemarken bevat. Het gaat om de Jytsky Lov, de Jutlandse Wet en het was een soort Burgerlijk Wetboek. De wet was vanaf 1241 van kracht in onder meer Jutland en ze kwam tot stand onder Waldemar II van Denemarken door codificatie van bestaand gewoonterecht.

## Jutlandse Wet
In de onderhavige periode kende het koninkrijk Denemarken drie regionale wetten. De Jutlandse Wet gold voor Jutland, Funen en Sleeswijk. Daarnaast was de Skånese Wet van kracht in Skåneland en op de eilanden Seeland en Lolland gold de Seelandse Wet. Waldemar tekende de wet begin 1241 in het koninklijk slot in Vordingborg en daarmee buiten het rechtsgebied van de wet.
In 1683 werden de regionale wetten onder Christiaan V van Denemarken vervangen door de Danske Lov, de Deense Wet. In sommige delen van Sleeswijk gold de wet echter tot aan de komst van het Bürgerliches Gesetzbuch in 1900.

## De Codex
De Codex wordt bewaard door Det Kongelige Bibliotek, de Koninklijke Bibliotheek van Denemarken.